# 0G
0G (nebo 0-G) je zkratka pro v podstatě 0. generaci bezdrátové telefonní technologie mobilního telefonu. Byl to ovšem standard používaný v radiotelefonu, který někteří lidé měli ve svém automobilu před vynalezením mobilního telefonu.
Jednou z používaných technologií byla Autoradiopuhelin (ARP), spuštěná v roce 1971 ve Finsku. Byla to první komerční síť mobilních telefonů vůbec.
V Československu byl od roku 1987 oficiálně spuštěn systém AMR neboli Automatický městský radiotelefon TESLA.